# 安德烈斯·洪克拉
安德烈斯·阿韦利诺·萨皮科·洪克拉（西班牙語：Andrés Avelino Zapico Junquera，1946年4月23日—2019年5月6日），西班牙职业足球运动员，曾任守门员。

## 生平
洪克拉在32岁时退役，退役后，他在萨马经营酒店业务。
2019年5月6日，他因心脏病发作去世。